# 刘昌 (唐朝)
刘昌（740年？—803年），字公明，汴州开封县（今河南省开封市）人，唐朝官员。
唐玄宗天宝末年，刘昌跟随张介然讨伐安禄山。参与讨伐史朝义、李灵曜。刘玄佐为宣武节度使，以刘昌为左厢兵马使，率军三千守宁陵，李希烈率兵五万攻打，没有攻克，加检校工部尚书。唐德宗贞元三年（787年）入朝，官至四镇、北庭行营兼泾原节度使，加检校尚书右仆射，封南川郡王。任泾原节度使十五年，强本节用，军储丰赡，边境安宁。贞元十九年（803年），六十四岁（一说六十五岁）时，去世。其子刘士泾、刘士寀。

## 延伸阅读
[在维基数据编辑]
 《舊唐書/卷152》，出自刘昫《舊唐書》
 《新唐書·卷170》，出自《新唐書》